# Apache Kid
Haskay-bay-nay-ntayl, mieux connu sous le nom d'Apache Kid,, est né à Aravaipa Canyon (40 kilomètres au sud de la réserve de San Carlos) dans l'un des trois groupes locaux d'Aravaipas (en Apache : Tsee Zhinnee) de San Carlos, un sous-groupe des Apaches de l'Ouest. En tant que membre de ce que le gouvernement américain appelait le « groupe SI », Kid a développé des compétences particulières et est devenu un éclaireur célèbre et respecté et plus tard un renégat notoire actif dans les régions frontalières des États américains de l'Arizona et du Nouveau-Mexique à la fin du XIXe et peut-être au début du XXe siècle.
Sa date de naissance exacte est inconnue, mais on pense qu'il est né dans les années 1860. On considère généralement qu'il est mort en 1894, mais certains éleveurs de bétail du Nouveau-Mexique ont affirmé qu'il était en vie jusque dans les années 1930. L'Apache Kid Wilderness (en) au Nouveau-Mexique porte son nom. Le personnage d'Apache Kid dans l'univers Marvel porte également son nom, mais n'a autrement aucun lien.

## Biographie

### Jeunesse

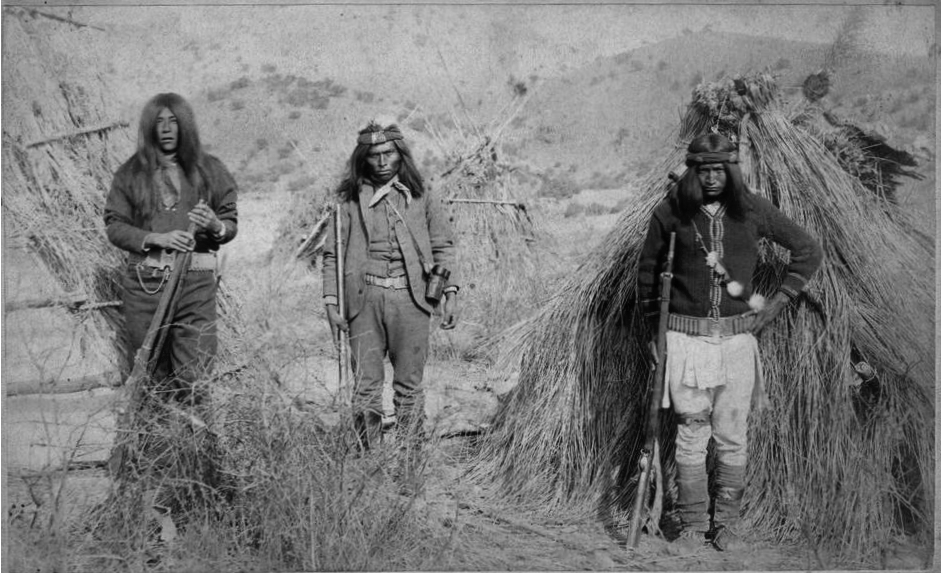
Apache Kid (Haskay-bay-nay-ntayl, au centre) alors qu'il était sergent pour l'armée américaine.

Haskay-bay-nay-ntayl a été capturé par les Amérindiens Quechans dans son enfance, et après avoir été libéré par l'armée américaine, il est devenu un orphelin vagabondant dans des camps militaires. Adolescent, au milieu des années 1870, le Kid a rencontré et a été quasiment adopté par Al Sieber, le chef des éclaireurs de l'armée américaine. Quelques années plus tard, en 1881, le Kid s'enrôle dans la cavalerie américaine en tant qu'éclaireur indien, dans un programme conçu par le général George Crook pour aider à réprimer les raids de bandes hostiles d'Apaches. En juillet 1882, en raison de ses remarquables capacités dans ses missions, il est promu sergent. Peu de temps après, il accompagne Crook lors d'une expédition dans la Sierra Madre occidentale. Il est envoyé en mission à la fois en Arizona et dans le nord du Mexique au cours des deux années suivantes, mais en 1885, il est impliqué dans une émeute alors qu'il est en état d'ébriété. Pour éviter qu'il ne soit pendu par les autorités mexicaines, Sieber le renvoie dans le nord.
Parfois, il est également considéré[Par qui ?] comme membre de la tribu des White Mountain Apaches, mais cela ne correspond pas à ses origines familiales. Il est le fils (certaines sources disent petit-fils) de Togodechuz / Togo-de-Chuz, chef de la « bande SI » et il y occupe une place importante. Kid s'est marié avec une autre famille importante, devenant le gendre de l'éminent chef de la « bande SL » Eskiminzin, sa femme était probablement Nahthledeztelth. Parce qu'Eskiminzin est aussi un chef de bande d'un autre groupe local d'Aravaipas, il a obtenu un statut élevé très tôt.

### Arrestations et procès

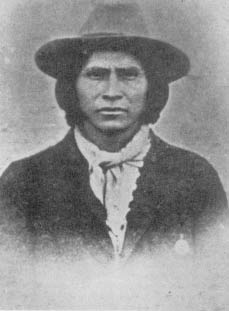
Apache Kid prisonnier à Globe.

En mai 1887, Sieber et plusieurs officiers de l'armée quittent le poste de San Carlos pour affaires, et le Kid est chargé des éclaireurs en leur absence. Les éclaireurs ont décidé d'organiser une fête et ont brassé ce qu'on appelait du tiswin (en), un type de liqueur. Pendant la beuverie, plusieurs sont devenus ivres et une altercation entre un éclaireur nommé Gon-Zizzie (membre d'un troisième groupe d'Aravaipas, le "groupe SA") et le père du Kid, Togo-de-Chuz, a abouti à la mort de ce dernier. À leur tour, le Kid et ses amis ont tué Gon-Zizzie ainsi que son frère Rip. Le 1er juin 1887, Sieber et le lieutenant John Pierce ont confronté les éclaireurs impliqués dans ces altercations et ont ordonné leur arrestation jusqu'à ce que les incidents puissent être traités correctement par le biais d'une enquête. Le Kid et les autres ont obéi, mais plusieurs coups de feu ont été tirés depuis la foule qui s'était rassemblée pour regarder les événements, dont un qui a touché Sieber à la cheville. Pendant la confusion, Apache Kid et plusieurs autres éclaireurs ont pris la fuite.
L'armée réagit rapidement, envoyant deux troupes du 4e régiment de cavalerie à la poursuite des évadés. Le Kid et ses compagnons ont échappé aux soldats grâce à l'aide d'Apaches sympathiques. Le Kid a par la suite contacté l'armée et a expliqué que si les soldats étaient rappelés, il se rendrait. Sa demande acceptée, il s'est rendu le 25 juin 1887. Le Kid et quatre autres personnes ont été traduits en cour martiale, reconnus coupables de mutinerie et de désertion et condamnés à mort par un peloton d'exécution. En août, la peine a été commuée en prison à vie. Le général Nelson A. Miles est intervenu et a encore réduit la peine à dix ans de prison.
Les cinq prisonniers ont été envoyés à Alcatraz, où ils sont restés jusqu'à ce que leurs condamnations soient annulées en octobre 1888. Ils ont été libérés, mais en octobre 1889, les Apaches de la région enragés par leur libération ont pu obtenir l'émission de nouveaux mandats d'arrêt, et le Kid prit une nouvelle fois la fuite. Encore une fois, le Kid et les autres ont été arrêtés, et encore une fois ils ont été reconnus coupables, cette fois condamnés à sept ans de prison.

### Massacre de Kelvin Grade
Les condamnés ont d'abord été emprisonnés à Globe, mais ont rapidement été transférés à la prison territoriale de Yuma. Lors du transfert des prisonniers, le matin du 2 novembre 1889, neuf prisonniers, dont Apache Kid, s'évadent en maîtrisant deux gardes, les shérifs Glenn Reynolds et William A. Holmes et un chauffeur de diligence, Eugene Middleton. Dans ce qui fut plus tard appelé le massacre de Kelvin Grade, Reynolds fut abattu par Pas-Lau-Tau et Holmes mourut d'une crise cardiaque ; Middleton a reçu une balle dans la tête, mais a survécu et a déclaré plus tard qu'il aurait été tué sur le coup si le Kid n'était pas intervenu et avait empêché sa mort. Middleton a expliqué qu'il avait offert une cigarette à Apache Kid, et c'est pourquoi celui-ci l'avait laissé en vie. Les prisonniers se sont enfuis dans le désert. Les milices, les chasseurs de primes et les soldats de l'armée américaine ont joint leurs forces au cours des mois suivants pour retrouver les évadés, qui ont finalement tous été recapturés à l'exception d'Apache Kid.

### Dernières années
Pendant des années, il y a eu des rapports non confirmés d'observation d'Apache Kid, mais sans aucune preuve formelle. Au cours des années suivantes, le Kid a été accusé d'être impliqué dans divers crimes, y compris de viol et de meurtre, mais toujours sans liens solides.
Lors d'une fusillade en 1890 entre des renégats apaches et des soldats mexicains, un guerrier a été tué et trouvé en possession de la montre et du pistolet de Reynolds. Cependant, ce guerrier était beaucoup trop âgé pour être Apache Kid. Les derniers crimes signalés qui auraient été commis par le Kid remontent à 1894. C'est cette année-là dans les montagnes de San Mateo à l'ouest de Socorro, que Charles Anderson, un éleveur, et ses cow-boys ont tué un Apache qui volait du bétail et qui fut alors identifié comme l'Apache Kid. Cette identification est également contestée.
Après cela, l'Apache Kid est devenu une sorte de légende.  En 1896, John Horton Slaughter prétend avoir tué l'Apache Kid dans les montagnes de Chihuahua. En 1899, le colonel Emilio Kosterlitzky, des Rurales mexicaines, rapporta que le Kid était bel et bien vivant et vivait parmi les Apaches de la Sierra Madre occidentale. Cela n'a jamais été confirmé.

## Héritage
Les éleveurs de bétail ont continué à signaler des vols jusque dans les années 1920, affirmant souvent que c'était le fait d'Apache Kid, mais ces affirmations n'ont jamais été confirmées non plus, et les autorités ont finalement simplement écarté toute implication du Kid, longtemps pensé mort par balle ou de maladie.
Edgar Rice Burroughs, futur romancier et créateur de Tarzan, était membre du 7e régiment de cavalerie alors qu'ils recherchaient Apache Kid en 1896 en Arizona. 
Aujourd'hui, à un mile d'Apache Kid Peak, dans les montagnes de San Mateo de la forêt nationale de Cibola, un marqueur se dresse comme une tombe là où le posse d'Anderson a affirmé avoir tué le Kid en 1894. Selon les résidents locaux le corps n'a pas été enterré, les os et les lambeaux de ses vêtements seraient restés éparpillés sur le site pendant quelques années'.
Kenneth Alton a joué Apache Kid dans un épisode de 1955 de Histoires du siècle dernier.